# 烏森神社 (那須塩原市)
烏森神社（からすがもりじんじゃ）は、栃木県那須塩原市の神社。

## 歴史
902年（延喜2年）に創建された。1193年（建久4年）、征夷大将軍源頼朝は当地で巻狩を行い、当社で豊猟を祈願したという。
1888年（明治21年）、那須野が原の開拓者である印南丈作と矢板武により、開拓地の鎮守として整備された。そのため「開拓のおやしろ」という異名を持つ。

## 文化財
- 印南丈作の頌徳碑（那須塩原市指定有形文化財 平成6年3月31日指定）[3]

## 交通アクセス
- 西那須野駅より徒歩32分。